# Momo Yansané
Momo Yansané (* 29. Juli 1997 in Fria) ist ein guineischer Fußballspieler.

## Karriere

### Verein
Yansané wechselte zur Saison 2017/18 vom Hafia FC nach Marokko zu FUS de Rabat. Für FUS kam er in seiner ersten Saison zu neun Einsätzen in der Botola, in denen er ein Tor erzielte. In der Saison 2018/19 kam er allerdings nicht mehr zum Einsatz. Daraufhin wechselte er im März 2019 leihweise nach Belarus zum FK Islatsch Minsk Rajon. Für Islatsch absolvierte er bis zum Ende der Saison 2019 25 Partien in der Wyschejschaja Liha, in denen er elf Tore erzielte. Zur Saison 2020 wurde er von den Belarussen fest verpflichtet. In der Saison 2020 absolvierte er 23 Partien, in denen er achtmal traf, ehe er im September 2020 nach Mali zur AS Black Stars wechselte.
Im Januar 2021 wurde Yansané nach Russland an den Zweitligisten FK Nischni Nowgorod verliehen. Für Nischni Nowgorod absolvierte er bis zum Ende der Leihe 16 Partien in der Perwenstwo FNL, in denen er sechs Tore erzielte. Mit dem Team stieg er zu Saisonende in die Premjer-Liga auf. Zur Saison 2021/22 kehrte er nicht mehr nach Mali zurück, sondern wechselte fest nach Moldawien zu Sheriff Tiraspol. Mit Sheriff qualifizierte er sich für die UEFA Champions League und erzielte dort unter anderem gegen Schachtar Donezk ein Tor. In der Divizia Națională kam er zu 16 Einsätzen, in denen er elfmal traf. Mit Tiraspol wurde er Meister.
Nach einem Ligaeinsatz zu Beginn der Saison 2022/23 kehrte er im September 2022, wieder leihweise, nach Nischni Nowgorod zurück. Während der Leihe kam er zu 16 Einsätzen in der Premjer-Liga. Zur Saison 2023/24 kehrte er wieder nach Tiraspol zurück. Dort kam er zu Beginn der Saison 2023/24 zu drei Einsätzen in der Divizia Națională, ehe er im September 2023 nach Kroatien zum HNK Rijeka wechselte.

### Nationalmannschaft
Yansané nahm 2017 mit der guineischen U-20-Mannschaft am Afrika-Cup teil. Bei diesem wurde Guinea Dritter, Yansané kam in vier von fünf Spielen zum Zug. Durch den dritten Platz war das Land auch für die WM im selben Jahr qualifiziert. Für diese wurde der Angreifer ebenfalls nominiert, bei der WM absolvierte er eine Partie und schied mit Guinea bereits in der Vorrunde aus.
Im November 2019 stand er erstmals im Kader der A-Nationalmannschaft, kam aber nicht zum Einsatz. Im Oktober 2021 debütierte er dann ein einem WM-Qualifikationsspiel gegen Sudan fürs Nationalteam.